# LISA Pathfinder
LISA Pathfinder é uma sonda espacial da ESA (Agência Espacial Européia) a lançada em 3 dezembro de 2015. SMART significa Small Missions for Advanced Research in Technology (tradução literal: Pequenas Missões para Pesquisa Avançada em Tecnologia). O objetivo da LISA Pathfinder é testar as tecnologias necessárias para a missão LISA (Laser Interferometer Space Antenna) da NASA/ESA, que será um detector de ondas gravitacionais. A LISA Pathfinder conterá um braço do interferômetro do LISA, diminuído de 5 Gm (5 milhões de quilômetros) para 35 cm.  Particularmente, ela verificará:
- o comportamento de uma nave espacial em queda livre, com duas massas de prova;
- a possibilidade de uso do interferômetro a laser dentro da banda de frequência desejada (que não é possível na superfície da Terra), e
- a confiabilidade e longevidade dos vários componentes - sensores capacitivos, micropressurizadores, lasers e sistemas ópticos.

LISA Pathfinder está pelo EADS Astrium Ltd. de Stevenage, UK, sob contrato da Agência Espacial Européia. A sonda carregará um 'pacote de teste do LISA', compreendendo sensores de inércia, interferômetro e instrumentação associada, bem como dois sistemas de controle de queda livre: um europeu usando pressurizadores baseados no campo de emissão de propulsão elétrica (field emission electric propulsion - FEEP), e um 'Sistema de Redução de Distúrbio' (Disturbance Reduction System) estadunidense, usando sensores ligeiramente diferentes e pressurizadores coloidais que usam gotas ionizadas de um acelerador coloidal em um campo elétrico.
O 'pacote de teste do LISA' está sendo montado pela Astrium Germany, mas os instrumentos e componentes estão sendo fornecidos por meio de contribuições feitas por instituições européias. Grandes rejeições quanto aos requerimentos técnicos do interferômetro são bastante reduzidas, o que significa que a resposta física do aparelho às variações do ambiente, como a temperatura, deverá ser pequena.
A nave espacial será colocada em uma órbita perto do ponto Terra-Sol L1, usando um estágio de propulsão on-board. Se esta missão for bem-sucedida, é esperado que a missão LISA seja lançada poucos anos depois.